# Municipio de Iona (condado de Murray)
El municipio de Iona (en inglés: Iona Township) es un municipio ubicado en el condado de Murray en el estado estadounidense de Minnesota. En el año 2010 tenía una población de 163 habitantes y una densidad poblacional de 1,79 personas por km².

## Geografía
El municipio de Iona se encuentra ubicado en las coordenadas 43°53′7″N 95°45′16″O / 43.88528, -95.75444. Según la Oficina del Censo de los Estados Unidos, el municipio tiene una superficie total de 91.31 km², de la cual 89,56 km² corresponden a tierra firme y (1,91 %) 1,75 km² es agua.

## Demografía
Según el censo de 2010, había 163 personas residiendo en el municipio de Iona. La densidad de población era de 1,79 hab./km². De los 163 habitantes, el municipio de Iona estaba compuesto por el 97,55 % blancos, el 0,61 % eran de otras razas y el 1,84 % eran de una mezcla de razas. Del total de la población el 3,68 % eran hispanos o latinos de cualquier raza.